# Травлос, Иоаннис
Иоаннис Травло́с (греч. Ιωάννης Τραυλός; 1908, Ростов-на-Дону, Российская империя — 28 октября 1985, Афины):62 — греческий археолог и архитектор.

## Биография
Травлос родился в 1908 году в Ростове-на-Дону, в греческой семье, родом с островов Наксос и Тинос.
Семья переехала в Афины в 1912 году. Травлос окончил школу, учреждённую Иоанном Варвакисом, после чего поступил на архитектурный факультет Афинского политехнического университета, где учился у профессоров Анастасия Орландоса и Димитрия Пикиониса.
Окончил Политехнический университет в 1931 году.
Работал частным архитектором до 1934 года.
Поворот Травлоса к археологии состоялся в святилище Элевсины, где он, работая в течение многих лет, под руководством археолога Константина Куруньотиса, над чертежами святилища и «великого дворца», решил окончательно вопросы связанные с Элевсинскими мистериями:63.
Травлос продолжил свою деятельность составлением планов различных археологических площадок, а также воспроизведением древних памятников, сотрудничая с археологами в раскопках на Пнике (1931—1939), на северном склоне Афинского Акрополя, на территории римской Агоры Афин, древней Академии Платона, на мысе Святого Космы (территория прибрежного афинского муниципалитета Эллинико), древней Элевсины, на «Священной дороге» из Афин в Элевсину, в Мегарах (1934, 1938), в Олинфе (1934, под руководством профессора D. Robinson), на Кипре при восстановлении древних театров Саламина и Пафоса, а также в Палестине.
Счастливым совпадением с началом деятельности Травлоса в археологии было решение «Американской школы классических исследований в Афинах» начать раскопки древней агоры Афин. В 1935 году Травлос был приглашён «Американской школой», в качестве постоянного архитектора, при раскопках древней агоры Афин и Коринфа.
Вскоре «Американская школа» присвоила Травлосу титул профессора.
Раскопкам Афинской Агоры Травлос посвятил почти всю свою жизнь (1935—1973).
Место раскопок было населённым. Многие из домиков были построены в 19-м веке, опирались на постройки османского периода, а те, в свою очередь, на постройки византийского периода. Чтобы добраться до древних слоёв, археологи были вынуждены разрушать останки последующих периодов. Травлос детально, непрерывно и с любовью, запечатлел все эти многовековые «второстепенные» свидетельства человеческой жизни.
Именно в этот период у него созрела мысль запечатлеть градостроительное развитие Афин.
С годами, собранная им информация, выстроилась мозаикой в его первой большой работе «Градостроительное развитие Афин». Работа, в которой отражены все градостроительные этапы Афин, от неолитической эпохи до наших дней, стала классической.
Работа Травлоса на Афинской агоре и его книга стали в дальнейшем предпосылкой его сотрудничества с «Германским археологическим институтом Афин». «Германский институт» поручил Травлосу написать иллюстрированный словарь о топографии древних Афин. Словарь вышел на немецком языке (Bildlexikon zur Topographie des antiken Athen (1971) и, почти сразу, в 1971 году, на английском:64.
После смерти Травлоса The Times писала: «Эта ценная книга помогла осознать древний город как единство, так и каждый отдельный памятник, больше любого другого труда опубликованного в этом веке».
Значение, которое получил «Словарь» Травлоса стало предпосылкой того, что «Германский институт» поручил ему вторую работу, столь же значительную, но намного более трудную: составление аналогичного словаря для памятников Аттики вне Афин . К концу своей жизни и с слабеющими силами, Травлос практически сумел закончить и эту работу. («John Travlos: Bildlexikon zur Topografie des antiken Attika, Berlin 1988, ISBN 9783803010360»).
Другой классической книгой Травлоса стал "Справочник древних, средневековых и новейших памятников Аттики, Мегар и островов Эгина и Саламин («Εύρετήριον τών αρχαίων, μεσαιωνικών καί νεωτέρων μνημείων 'Αττικής, Μεγαρίδος, Αίγινας καί Σαλαμίνος»), который он составил с группой сотрудников в период 1965—1974, и который является важным подспорьем для генерального плана развития сегодняшних Афин и региона.
Одновременно, Травлос, заботясь о сохранении неоклассического наследия страны, написал книгу «Неоклассическая архитектура Греции» (1967):65.
Детализацией этой темы и её углублением стала книга «Эрмуполис»:66.
После смерти Константина Куруниотиса, Афинское археологическое общество поручило А. Орландосу, Травлосу и Георгию Милонасу возглавить продолжающиеся с 1882 года раскопки в Элевсине:106.
Работа Травлоса в Элевсине в 30-е годы и после 1945 года была отмечена местными жителями. Домик в котором он жил непосредственно на археологической площадке, до сих пор именуется «Домом Травлоса».
В 1949 году Травлос произвёл по указанию Афинского археологического общества раскопки при палеохристианских памятниках Афин. В 1952—1953 годах Травлос был приглашён в Принстонский университет США, где подготовил чертежи и планы, согласно которым начались работы по восстановлению Стои Аттала.
В 1955 году Иоаннис Травлос стал профессором Афинского политехнического университета, в 1973 году почётным профессором «Американская школа классических исследований, а также почётным профессором политехнического факультета Аристотелева университета в Салониках (1974).
В качестве архитектора Травлос оказал содействие в 70-е годы археологу Манолису Андроникосу в его раскопках в Вергине.
Он также составил, по поручению Министерства публичных работ археологическое исследование афинского района Плака, находящегося непосредственно под Акрополем.
Иоаннис Травлос был членом „Общества Византийских исследований“, членом и советником Афинского археологического общества:105, Греческого архитектурного общества и Германского археологического института. Принял участие во множестве греческих и международных съездах. Был дважды награждён Орденом Феникса: Офицер золотого креста (греч. Χρυσούς Σταυρός, 1956) и Великий командор (греч. Ανώτερος Ταξιάρχης,1965).
Иоаннис Травлос умер в Афинах в 1985 году.

## Работы
Некоторые из опубликованных работ Травлоса:
- „Раскопки Элевсины и Священной дороги“. (Ανασκαφαί Ελευσίνος και Ιεράς Οδού).
- „Пещера Пана в Дафни“. (Σπήλαιον του Πανός παρά το Δαφνί, 1936—1937)[9].
- „Палеохристианская базилика Афинского Асклепиона “. (Η παλαιοχριστιανική βασιλική του Ασκληπιείου των Αθηνών).
- „Раскопки в Афинском Олимпионе“. (Ανασκαφαί εν τω εν Αθήναις Ολυμπιείο)
- „Застроенная западная сторона Афинской агоры“. (Η ανοικοδομηθείσα δυτική πλευρά της Αθηναϊκής Αγοράς).
- „Топография Элевисины “ (Η Τοπογραφία της Ελευσίνος).
- „Раскопки в Библиотеке Адриана“. (Ανασκαφαί εν τη Βιβλιοθήκη του Αδριανού).
- „Раскопки в Элевсине“. (Ανασκαφαί εν Ελευσίνι)
- „Дворец Элевсины“. (Το ανάκτορο της Ελευσίνος)
- „Раскопки в Театре Диониса“. (Ανασκαφαί εν τω Διονυσιακώ θεάτρω» κ.ά. σε συνεργασία με τους Κ. Κουρουνιώτη, Ι. Θρεψιάδη, Ι. Κωνσταντίνου, και Γ. Μυλωνά).
- «Три храма Артемиды» (Τρεις ναοί της Αρτέμιδος: Αυλιδίας, Ταυροπόλου και Βραυρώνος", σε: U. Jantzen (επιμ.), Neue Forschungen zu griechischen Heiligtümern (1976) 197—205.)ю
- Градостроительное развитие Афин (Ι. Τραυλός, Πολεοδομική εξέλιξις των Αθηνών (1960), με βραβείο «Πουρφίνα», ακολούθησε και νεότερη επανέκδοση).
- Неоклассическая архитектура в Греции (Ι. Τραυλός, Νεοκλασσική Αρχιτεκτονική στην Ελλάδα, (1967))
- Иллюстрированный Словарь древних Афин (J. Travlos, Pictorial Dictionary of Ancient Athens (1971))
- Памяти Георгиоса Милонаса (I. Tραυλός, «Φίλια Έπη» εις Γεώργιον E. Mυλωνάν, A΄ (1986) 344—347)

Чертежи Травлоса опубликовывались в «Археологической газете», в «Археологическом бюллетене», в "Протоколах Археологического Общества, и в его археологических работах «Коринф» и «Олинф».